# Komplementna potkomponenta C1s
Komplementna potkomponenta C1s (EC 3.4.21.42, C1 esteraza, aktivirani komplement C1s, komplement C overbar 1r) je enzim. Ovaj enzim katalizuje sledeću hemijsku reakciju
Razlaganje Arg-Ala veze u komplementnoj komponenti C4 čime se formiraju C4a i C4b, i Lys(ili Arg)-Lys veze u komplementnoj komponenti C2 čime se formiraju C2a i C2b: "klasični" put C3 konvertaze
Ovaj enzim se aktivira iz proenzima C1s u plasmi dejstvom komplementne potkomponente C overbar 1r.

## Literatura
- Nicholas C. Price; Lewis Stevens (1999). Fundamentals of Enzymology: The Cell and Molecular Biology of Catalytic Proteins (Third изд.). USA: Oxford University Press. ISBN 019850229X.
- Eric J. Toone (2006). Advances in Enzymology and Related Areas of Molecular Biology, Protein Evolution (Volume 75 изд.). Wiley-Interscience. ISBN 0471205036.
- Branden C; Tooze J. Introduction to Protein Structure. New York, NY: Garland Publishing. ISBN 0-8153-2305-0.
- Irwin H. Segel. Enzyme Kinetics: Behavior and Analysis of Rapid Equilibrium and Steady-State Enzyme Systems (Book 44 изд.). Wiley Classics Library. ISBN 0471303097.

## Spoljašnje veze
- Complement+subcomponent+C_overbar_1s_ на 